# Vecirkî, Pîreatîn
Vecirkî (în ucraineană Вечірки) este un sat în comuna Berezova Rudka din raionul Pîreatîn, regiunea Poltava, Ucraina.

## Demografie
Componența lingvistică a localității Vecirkî
     Ucraineană (98,92%)
     Alte limbi (0,81%)
Conform recensământului din 2001, majoritatea populației localității Vecirkî era vorbitoare de ucraineană (98,92%), existând în minoritate și vorbitori de alte limbi.